# 宽阔镇
宽阔镇，是中华人民共和国贵州省遵义市绥阳县下辖的一个乡镇级行政单位。

## 行政区划
宽阔镇下辖以下地区：
宽阔村、红河村、岩坪村、柏杨村、九龙村和天台村。